# Niels Brinck
Niels Brinck Kristensen (24 settembre 1974) è un cantante danese.
Ha partecipato all'Eurovision Song Contest 2009 come rappresentante della Danimarca presentando il brano Believe Again.